# استان غزه
استان غزه (به عربی: محافظة غزة) یکی از ۱۶ استان فلسطین در نوار غزه است که توسط دولت فلسطین اداره می‌شود. براساس داده‌های اداره مرکزی آمار فلسطین در سال ۲۰۱۷ میلادی، جمعیت آن ۶۵۲۵۹۷ تن بوده است.
مرکز این استان، شهر غزه است.

## نواحی استان غزه
استان غزه به ۱۱ ناحیه تقسیم شده است.